# A New Sound...A New Star...Jimmy Smith at the Organ, Vol. 1
| Recensione | Giudizio |
| ---------- | -------- |
| AllMusic   | [ 2 ]    |

A New Sound...A New Star...Jimmy Smith at the Organ, Vol. 1 è l'album discografico di debutto (a proprio nome) dell'organista jazz statunitense Jimmy Smith, pubblicato dalla casa discografica Blue Note Records nel 1956.

## Tracce

### LP
Lato A
1. The Way You Look Tonight – 5:00 (Dorothy Fields, Jerome Kern)
2. You Get 'Cha – 4:20 (Jimmy Smith)
3. Midnight Sun – 4:23 (Lionel Hampton, Sonny Burke)
4. Lady Be Good – 5:44 (George Gershwin)

Lato B
1. The High and the Mighty – 4:18 (Dimitri Tiomkin, Ned Washington)
2. But Not for Me – 4:27 (Ira Gershwin, George Gershwin)
3. The Preacher – 4:31 (Horace Silver)
4. Tenderly – 3:53 (Jack Lawrence)
5. Joy – 3:13 (Johann Sebastian Bach)

## Musicisti
- Jimmy Smith - organo
- Thornel Schwartz - chitarra
- Bay Perry - batteria

Note aggiuntive
- Alfred Lion - produttore
- Rudy Van Gelder - ingegnere delle registrazioni
- Reid Miles - design copertina album originale
- Francis Wolff - foto copertina album originale
- Babs Gonzales - note retrocopertina album originale[3]